# Еловцы (Череповское сельское поселение)
Еловцы — деревня в Хиславичском районе Смоленской области России. Входит в состав Череповского сельского поселения. Население — 8 жителей (2007 год). 
Расположена в юго-западной части области в 6 км к северо-востоку от Хиславичей, в 24 км западнее автодороги А141 Орёл — Витебск, на левом берегу реки Сож. В 25 км восточнее деревни расположена железнодорожная станция Васьково на линии Смоленск — Рославль.

## История
На старых картах встречается название Яловцы.
До 1929 года деревня входила в состав Ново-Руднянской волости Рославльского уезда Смоленской губернии. С 1929 года — в составе Хиславичского района Смоленской области.
В годы Великой Отечественной войны деревня была оккупирована гитлеровскими войсками в июле 1941 года, освобождена в сентябре 1943 года.
По данным справочников 1981, 1993 годов деревня входила в Череповский сельсовет Хиславичского района.